# Antonio Jiménez Quiles
Antonio Jiménez Quiles (Granada, 11 de julio de 1934-15 de junio de 2023) fue un ciclista español, profesional (1954-1963). Segundo en la Vuelta a España de 1955. Campeón de España de Montaña en 1957 y 1960. Victoria de etapa en la Vuelta a España de 1958.

## Biografía
Su entrada en el ciclismo profesional es fulgurante y, en sólo diez años de carrera deportiva, sube al podio en un centenar de ocasiones. Es dos veces Campeón de España de Montaña, en 1957 y 1960; es primero en el Criterium de Ases de 1956 en Zaragoza y en el de Madrid en 1957 y vence en los Campeonatos de Andalucía de 1954 y 1955. También hace podio en la Vuelta a España de 1955 (segundo), en el Campeonato de España de Fondo de Carretera en 1957 y en el Campeonato de España de Montaña de 1961, entre otros victorias. 
Es precisamente en la Vuelta a España de 1955 cuando lleva a cabo la hazaña que más entusiasma a la afición, al clasificarse segundo en la general, con apenas veinte años, y hacerlo en solitario, sin equipo.
Las hemerotecas recogen el gran recibimiento que la afición granadina le brindó tras esa gesta deportiva, un día en el que cerró el comercio y los granadinos salieron a la calle a vitorear a aquel joven ciclista, que se fue en tren con un billete de tercera y volvía en avión y en coche descapotable para saludar desde el balcón del Ayuntamiento.
Aunque abandonó su carrera deportiva demasiado pronto para dedicarse a los negocios, hasta el momento, está considerado el corredor más completo que ha dado Granada para la historia del Ciclismo. 
En 2017 el libro Jiménez Quiles. Memoria de un ciclista recoge sus recuerdos, su trayectoria deportiva reflejada en la prensa escrita, los reconocimientos públicos que ha ido recibiendo a lo largo de su vida y testimonios de ciclistas, aficionados y periodistas que contribuyen a mantener viva su leyenda.

## Palmarés
1955
- Vuelta a Navarra
- 1 etapa del G. P. Ayuntamiento de Bilbao
- 1 etapa de la Vuelta a Levante
- 2.º en la Vuelta a España

1956
- 1 etapa de la Vuelta a Levante

1957
- Campeonato de España de Montaña
- 1 etapa de la Euskal Bizikleta
- 3.º en el Campeonato de España en Ruta

1958
- 1 etapa de la Vuelta a España

1960
- Campeonato de España de Montaña

1961
- 1 etapa de la Vuelta a Portugal

## Resultados en Grandes Vueltas
Durante su carrera deportiva ha conseguido los siguientes puestos en las Grandes Vueltas:
| Carrera         | 1954 | 1955 | 1956 | 1957 | 1958 | 1959 | 1960 | 1961 | 1962 | 1963 |
| --------------- | ---- | ---- | ---- | ---- | ---- | ---- | ---- | ---- | ---- | ---- |
| Giro de Italia  | -    | -    | -    | -    | -    | -    | -    | -    | -    | -    |
| Tour de Francia | -    | -    | -    | -    | -    | -    | -    | -    | -    | -    |
| Vuelta a España | X    | 2.º  | 29.º | Ab.  | 25.º | 34.º | Ab.  | 22.º | 27.º | -    |
| Mundial en Ruta | -    | -    | -    | -    | -    | -    | -    | -    | -    | -    |